# Václav Větvička (imunolog)
Václav Větvička (* 1954) je český imunolog.

## Život
Po studiích v Praze v oboru imunologie odešel s manželkou Janou pracovat do USA. Byl však veden i jako tajný spolupracovník StB. Stal se profesorem na katedře patologie Univerzity Louisville. Patří k předním vědcům v oblasti výzkumu a propagace glukanu.[zdroj⁠?!]
Přispívá do několika českých technologických, cestovatelských a kulinářských časopisů. Je autorem nejen odborných vědeckých publikací, jichž má na kontě úctyhodné množství[zdroj⁠?!], ale i cestopisných, kuchařských a humoristických knih.
Je synovcem botanika Václava Větvičky.

## Odborné knihy (výběr)
- Immunological Disorders in Mice
- Aspartic ProteinasesPhysiology and Pathology
- Evolutionary Mechanisms of Defense Reactions
- Advanced Methods in Cellular Immunology
- Beta Glucan: Nature's Secret
- Beta glukan: Tajemství přírody

## Humoristické knihy
- Docenti
- 20000 mil pod hvězdnatým praporem
- Americká chalupa